# 難樓
難樓（?—?），又作那楼，東漢末年上谷郡乌桓（烏丸）族的酋長。
汉灵帝初年，他为上谷乌桓大人，东汉末年，他与辽西郡乌桓大人丘力居、辽东属国乌桓大人蘇僕延、右北平郡乌桓大人烏延并称雄於幽州、并州之北。他拥众九千余帐落，自称王，在诸郡中人数最众。汉献帝初平年间，丘力居去世後，丘力居的從子蹋頓有才局，右北平、辽东属国、上谷三郡都以蹋頓为主导。蹋頓总摄三郡乌桓部众，难楼也受制于蹋頓。他们在汉末群雄争霸中，依靠袁绍。建安四年（199年），与蹋頓等共助袁绍破公孙瓒，被袁绍以献帝名义封为乌桓单于。后来丘力居的儿子樓班长大，難樓和苏仆延奉立为单于，蹋顿退位为王。袁紹的儿子袁熙、袁尚被曹操击敗，投靠乌桓。207年，曹操親征烏桓，斩杀蹋頓。由于曹操的护乌桓校尉阎柔就在上谷郡，所以難樓没有随三郡乌桓反曹操。曹操东征乌桓回师，他率领部众前去祝贺。